# 요제프 바인헤버

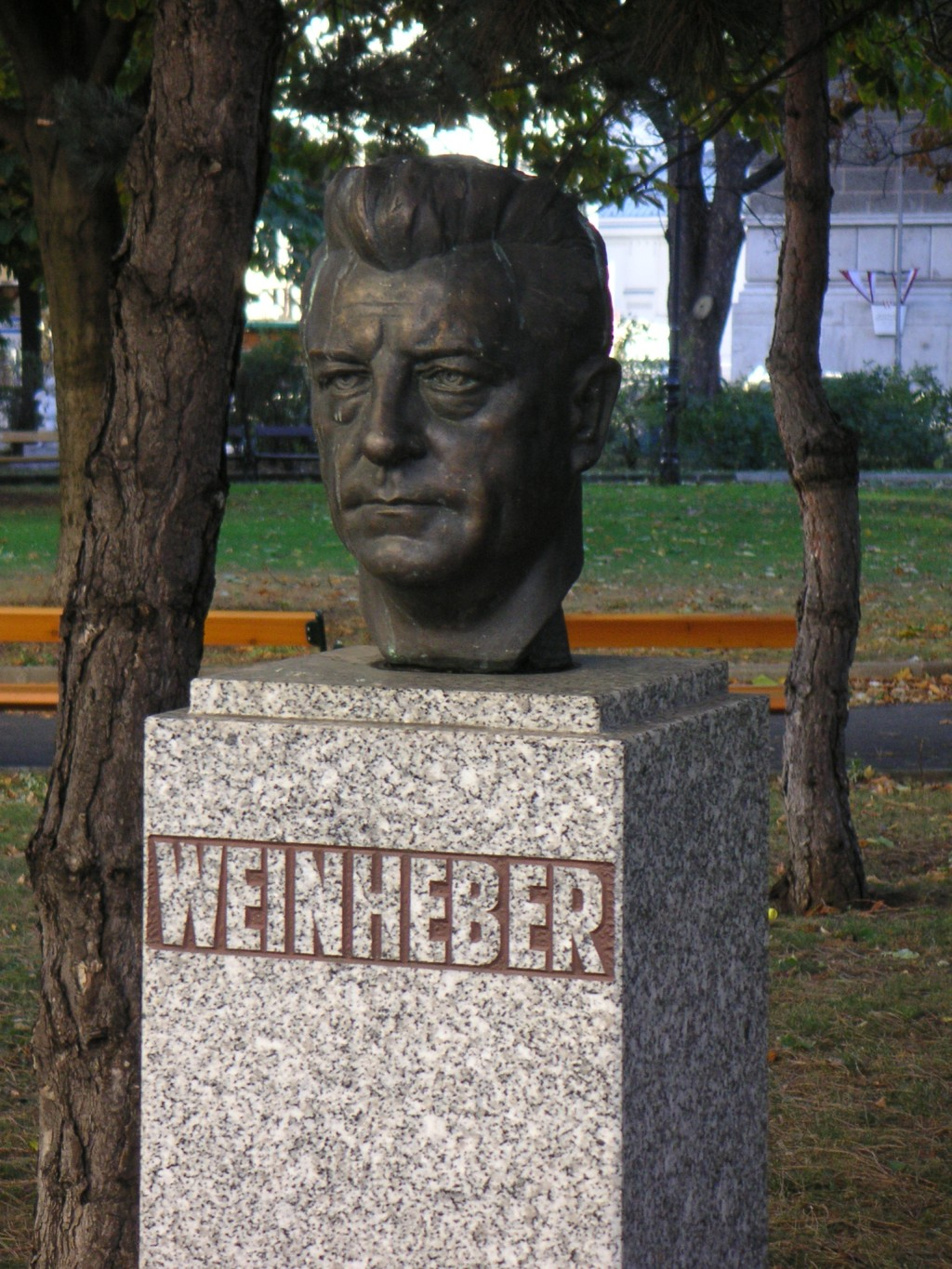
얼굴 동상

요제프 바인헤버(Joseph Weinheber, 1892년 3월 9일 ~ 1945년 4월 8일)는 오스트리아의 시인이다.
호프만슈탈에 이어 20세기를 대표하는 서정시인이다. 빈에서 태어나, 제2차 세계대전의 종결 직전에 자살하였다. 표현주의의 영향을 받은 처녀시집 <고독한 사람>(1920)을 출간한 후, 표현주의로부터 탈각해 버렸다. 벤의 시와 마찬가지로 예술가의 염세적인 고독한 생활감정이 횡일(橫溢)하고 있으나, 벤 이상으로 엄격한 고전형식을 존중하였다. 시집 <고귀와 몰락>(1934)으로 모차르트상(賞)을 획득하였다.
빈 음악을 깊이 사랑하고 방언시집(方言詩集) <말로 표현된 빈>(1935), <실내악(室內樂)>(1939), 미켈란젤로의 소네트를 모범으로 한 <늦어진 영관(榮冠)>(1936), 릴케나 횔데를린에게서 영감(靈感)을 받은, 40편의 송가(頌歌)로 구성된 <여러 신(神)과 악마와의 사이>(1938) 등이 있고 소설로는 <고아원>(1924) 1편이 있을 뿐이다.